# Jeannette Guichard-Bunel
Pour les articles homonymes, voir Guichard et Bunel.
Jeannette Guichard-Bunel est une artiste peintre française née à Cherbourg le 20 février 1957.

## Biographie
Après un professorat d’éducation et physique et sportive, elle délaisse l’enseignement pour se consacrer uniquement à sa passion : la peinture.
Son style figuratif, ponctué de surréalisme, met en scène des personnages et des animaux familiers dans un univers anachronique, rempli de poésie et d’humour.
Ses toiles sont présentes dans les galeries françaises (Paris, Cannes, Honfleur, Bordeaux, Pont-Aven, Grenoble, outre-mer…) et étrangères (Allemagne, Belgique, Suisse, Hongrie).
cotation ArtPrice, cotation Drouot
- Membre de la Maison des artistes
- Membre de la Société des auteurs dans les arts graphiques et plastiques
- Membre de l’académie nationale d’art plastique du félin

Depuis 2007, elle adapte son art sur des accessoires de mode en collaboration avec StoriArt.

## Expositions personnelles
- 1990: Centre culturel, Tourlaville.
- 1993: Galerie Conjugaison, Cherbourg.
- 1994: Galerie de la Butte, Octeville.
- 1998: Ken-Club, Paris; Galerie Vekava, Paris.
- 1999: Galerie Vekava, Paris ; NMPP, Paris ; Sofitel, château de Versailles.
- 2000: Espace Vekava, Bordeaux
- 2001: Galerie Damon, Chatellerault ; Galerie Racine, Paris; Espace André Bouquet, Villeneuve-Saint-Georges.
- 2002: Galerie Aktuaryus, Strasbourg, centre de congrès, championnat du monde du sport scolaire, Caen.
- 2003: Galerie du portchallenge mondial assistance, Cherbourg.
- 2004: Galerie Bona Déa, Cherbourg.
- 2002, 2004, 2006, 2008: Galerie Titren, Beaune.
- 2007: Galerie Joël Dupuis, Hardelot ; Galerie d'art- municipale, Castelsarrasin.
- 2009: Galerie Vent des Cimes, Grenoble.
- 2011: Galerie Neel, Paris ; Galerie d'art Crans-Montana, Suisse.
- 2012: Galerie M. Guénaïzia, Pont-Aven.

## Principales expositions collectives
- 1987: Galerie La main d'or, Saint-Paul-de-Vence.
- 1990: Galerie Terme, Saint-Étienne.
- 1992: Maison de la radio, Paris.
- 1995: Galerie d'été, Barfleur.
- 1997: Galerie Vekava, Paris.
- 2003: Galerie Bartoux, Honfleur.
- 2005: Galerie Artclub, Paris; Galerie Créaline, Saint-Émilion.
- 2007: galerie Artjalène, Nantes
- 2009: Galerie du Puy-joli, Brantôme.
- 2010: Galerie Neelfestival de Cannes, Cannes ; Galerie Terre des arts, Paris
- 2011: Pinup art Gallery, Knokke-le-Zoute Belgique.
- 2012: Galerie M. Guénaïzia, Pont-Aven

## Exposition hors France métropolitaine
- 1990: Kordax Gallery, Budapest, galerie Art Café, Szentendre, Hongrie.
- 1990: Theatre Festival de Northeim, Allemagne.
- 1999: Galerie Carnaval des arts, Nouméa, Nouvelle-Calédonie.
- 2000: Galerie Michèle Cazanove, Guadeloupe
- 2001: Galerie Loreleï, Bruxelles, Belgique
- depuis 2010: Galerie d'art Crans-Montana, Suisse.
- 2011: Pin-up art Gallery, Knokke-le-Zoute, Belgique

## Interviews
- 1990: FR3 Normandie.
- 1990, 1995, 2000: France Bleu Cotentin
- 1998: Radio France internationale
- 1998: africa no 1
- 1999: Iba show télévision internet

## Parutions
- Arts Actualités Magazine: hors séries no 17, février 2009; no 16, janvier 2008; n°15 janvier 2007; n° 14 janvier 2006.
- Arts Actualités Magazine: n° de sep/oct 2007; Nov/décembre 2007; mars 2006; juin 2006.
- Univers des arts: avril 2008 ; été 2006.

## Sources
- www.jeannetteguichardbunel.com Un site personnel sur Jeannette Guichard-Bunel
- www.StoriArt.com Accessoires de mode signés Jeannette GUICHARD-BUNEL
- anges.angels.free.fr "Les Anges" de Jeannette-Guichard-Bunel
- www.galerie-neel.com Galerie d'art représentant Jeannette Guichard-Bunel à Paris et Cannes